# Estádio Olímpico Edgar Schneider
Estádio Olímpico Edgar Schneider é um estádio brasileiro de futebol de propriedade do América-SC
, localizado na cidade de Joinville, no estado de Santa Catarina. 